# 保斯托沃农村居民点
保斯托沃农村居民点（俄语：Паустовское сельское поселение）是俄罗斯联邦弗拉基米尔州维亚兹尼基区所属的一个农村居民点。其下辖有42个居民点，行政中心为保斯托沃。据2016年统计，该农村居民点的人口为4661人。